# Economia de Nova Zelanda

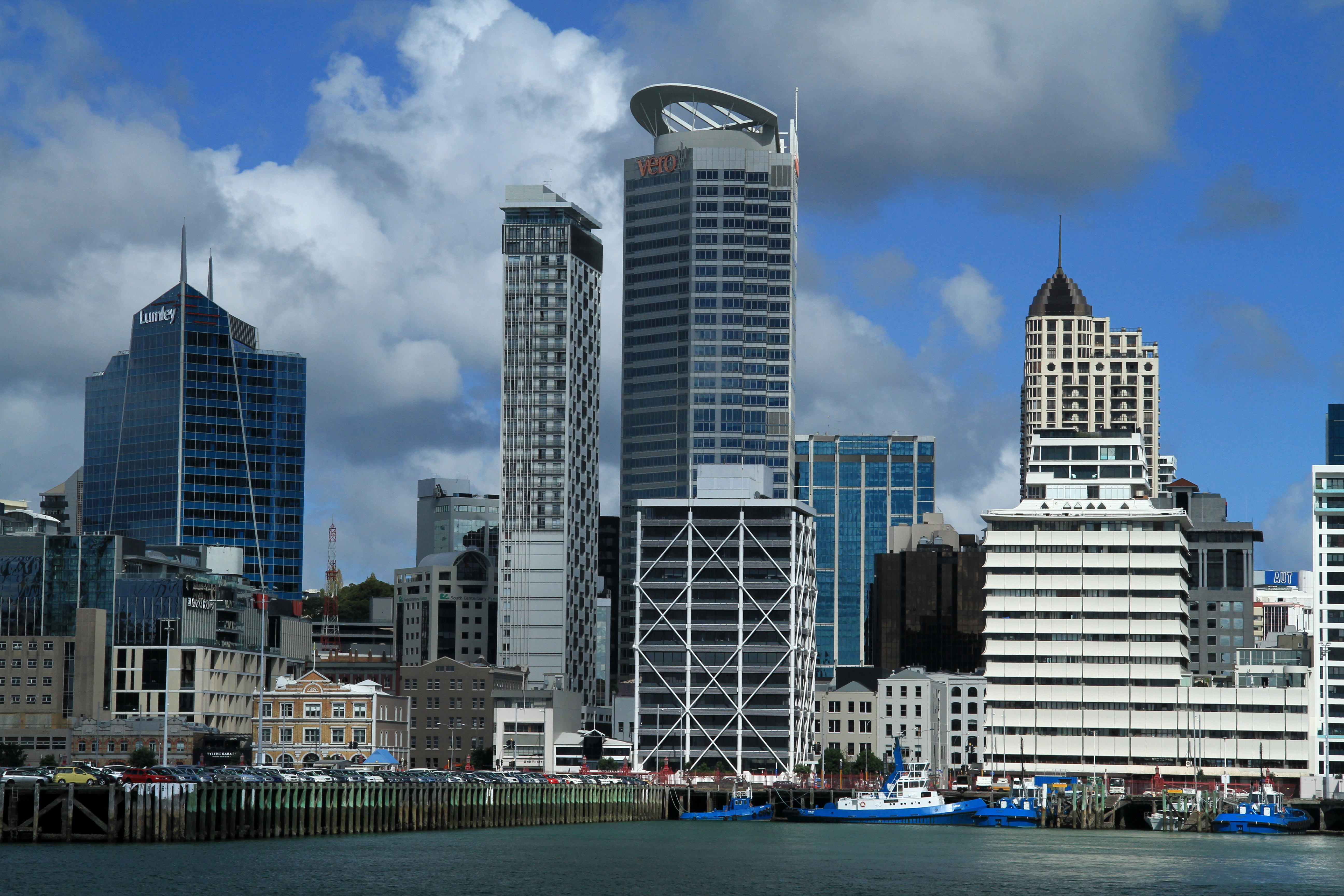
Districte empresarial d'Auckland.

Durant els últims 20 anys el govern ha transformat Nova Zelanda d'una economia agrària i dependent del mercat britànic en una economia de mercat més industrialitzada que pot competir globalment. Aquesta dinàmica de creixement va augmentar les rendes - però de manera desigual -, i va expandir la tecnologia del sector industrial. El PIB per capita va créixer en paritat de poder adquisitiu durant 10 anys consecutius fins al 2007, però va caure el 2008 i 2009.
Nova Zelanda s'enquadrada dins dels països desenvolupats, amb un PIB estimat el 2010 en 119,6 mil milions de dòlars nord-americans. El país compta amb un alt nivell de vida, amb un PIB per càpita estimat de US$ 30 400 el 2013. També ha estat classificada, en dades de l'any 2021, en el lloc 13-14 en l'Índex de Desenvolupament Humà que elabora l'Organització de les Nacions Unides.
La diversa economia de Nova Zelanda té un sector de serveis important, que representa el 63% de tota l'activitat del PIB el 2013. Les indústries manufactureres a gran escala inclouen la producció d'alumini, processament d'aliments, fabricació de metalls, productes de fusta i paper. La mineria, la indústria manufacturera, l'electricitat, el gas, l'aigua i els serveis de residus van representar el 16,5% del PIB el 2013. El sector primari (amb agricultura, horticultura, pesca i fusta) continua dominant les exportacions de Nova Zelanda, tot i que només representa el 6,5% del PIB el 2013. El sector de la tecnologia de la informació està creixent ràpidament.
Nova Zelanda és un país molt dependent del comerç internacional, particularment dels productes agrícoles, les exportacions aconsegueixen gairebé el 28% de les seves vendes. Això fa a Nova Zelanda particularment vulnerable a les oscil·lacions dels preus i l'economia internacional.
El principal mercat de capitals és la New Zealand Exchange (NZX o Borsa de Nova Zelanda). A febrer de 2023, NZX tenia un total de 338 valors, accions, deute i fons cotitzats amb una capitalització de mercat combinada de 226.000 milions de dòlars neozelandesos. La moneda de Nova Zelanda, el dòlar neozelandès (conegut informalment com el "dòlar kiwi"), també circula per quatre territoris de les illes del Pacífic. El dòlar de Nova Zelanda és la 10a moneda més negociada del món.